# Jim (skafander głębinowy)

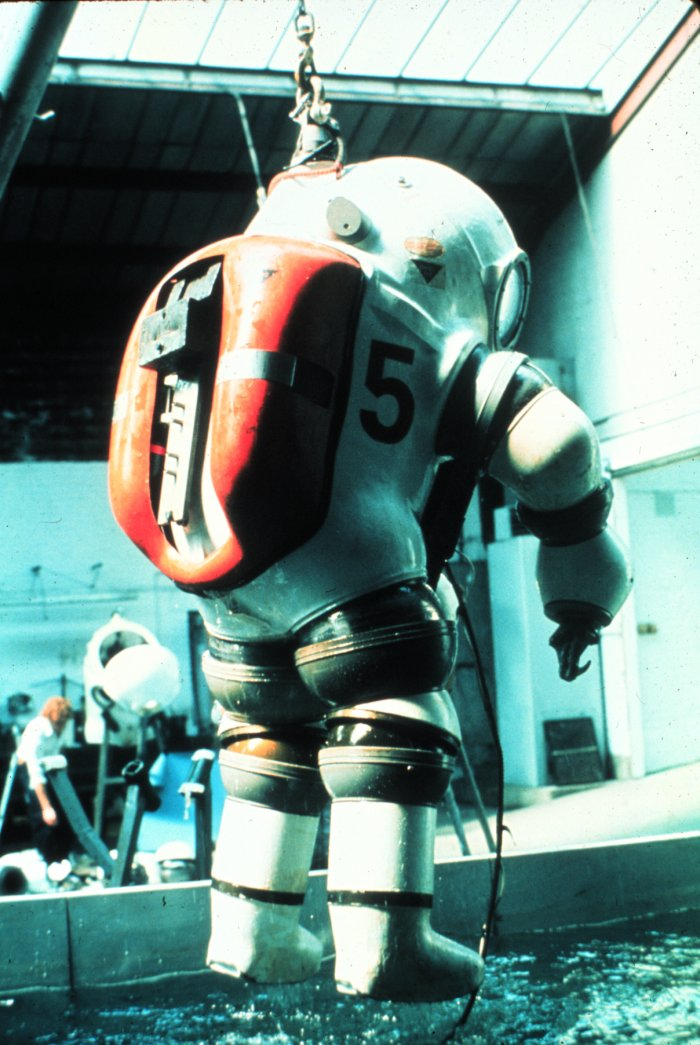
Skafander głębinowy Jim

Jim – rodzaj skafandra głębinowego przeznaczonego do prowadzenia prac podwodnych na uwięzi na głębokości do 600 metrów. Skafander Jim wykorzystywany jest na platformach wiertniczych i w akcjach ratowniczych. Wewnątrz skafandra utrzymywane jest stałe ciśnienie odpowiadające ciśnieniu na poziomie morza, co umożliwia wynurzenie nurka bez potrzeby dekompresji. Skafander posiada system oczyszczania i wymiany powietrza, który działa przez 48 godzin. 
W 1980 skafander Jim został po raz pierwszy użyty w celach badawczych przez oceanograf Sylvię Alice Earle podczas swobodnego spaceru po dnie Oceanu Spokojnego niedaleko wyspy Oʻahu.
Skafander Jim pojawił się w filmie Tylko dla twoich oczu (1981), o przygodach brytyjskiego agenta Jamesa Bonda.